# 莫尔劳滕
莫尔劳滕（德語：Morlautern）是德国莱茵兰-普法尔茨州凯撒斯劳滕市北部的城区，拥有约3000名居民。莫尔劳滕于1969年6月7日并入凯撒斯劳滕。